# Antiblemma accumulata
Antiblemma accumulata là một loài bướm đêm trong họ Erebidae.